# Championnat de Suède de hockey sur glace D2
Ne doit pas être confondu avec l'Allsvenskan de football
Le HockeyAllsvenskan est le deuxième niveau du championnat de hockey sur glace de Suède. Il est composé de quatorze équipes. Les trois meilleures équipes du championnat sont qualifiées pour le Kvalserien, un tournoi de fin de saison permettant aux équipes de seconde division d'accéder au championnat suédois de première division, l'Elitserien.
Ce championnat a été diffusé jusqu'en 2009 sur la TV4 Sport, chaîne sportive du groupe audiovisuel TV4. Le championnat est depuis retransmis sur la chaîne télévisée consacrée au hockey sur glace Viasat Hockey.

## Équipes engagées (saison 2023-2024)
| \| AIK IF Uppsala Umeå Gävle Djurgården IF Kalmar Karlskoga Mora Nybro Östersund Södertälje Tingsryd Västerås Västervik \| Localisation des clubs engagés dans le championnat. |
| AIK IF Uppsala Umeå Gävle Djurgården IF Kalmar Karlskoga Mora Nybro Östersund Södertälje Tingsryd Västerås Västervik                                                           |

| Équipe           | Ville      | Patinoire               | Capacité |
| ---------------- | ---------- | ----------------------- | -------- |
| AIK IF           | Stockholm  | Hovet                   | 8 094    |
| Almtuna IS       | Uppsala    | Upplands Bilforum Arena | 2 805    |
| IF Björklöven    | Umeå       | Winpos Arena            | 5 400    |
| Brynäs IF        | Gävle      | Monitor ERP Arena       | 7 909    |
| Djurgården IF    | Stockholm  | Hovet                   | 8 094    |
| Kalmar HC        | Kalmar     | Hatstore Arena          | 2 500    |
| BIK Karlskoga    | Karlskoga  | Nobelhallen             | 5 600    |
| Mora IK          | Mora       | Smidjegrav Arena        | 4 500    |
| Nybro Vikings IF | Nybro      | Liljas Arena            | 2 380    |
| Östersunds IK    | Östersund  | Östersund Arena         | 2 700    |
| Södertälje SK    | Södertälje | Scaniarinken            | 6 200    |
| Tingsryds AIF    | Tingsryd   | Nelson Garden Arena     | 3 650    |
| Västerås HK      | Västerås   | ABB Arena               | 4 902    |
| Västerviks IK    | Västervik  | Plivit Arena            | 2 500    |